# Gregorio di Dunkeld
Gregorio di Dunkeld (... – 1169) è stato un vescovo cattolico scozzese attivo intorno alla metà del XII secolo.

## Biografia
Gregorio fu vescovo di Dunkeld intorno alla metà del XII secolo. Egli appare in un gran numero di carte risalenti ai regni di Davide I di Scozia e Malcolm IV di Scozia, la prima delle quali può datare al 1135, anche se il 1146 è la data in cui appare assieme al vescovo Andrew di Caithness, nelle notitiae in lingua gaelica inserite a margine del Book of Deer. Egli non fu l'ultimo vescovo della diocesi, ma la sua morte segnò la fine del dominio dell'ufficio dei vescovi di lingua esclusivamente gaelica.